# Ampulex sikkimensis
Ampulex sikkimensis är en  stekelart som först beskrevs av Joseph Kriechbaumer 1874.  Ampulex sikkimensis ingår i släktet Ampulex och familjen Ampulicidae. Inga underarter finns listade i Catalogue of Life.